# Анизакијаза
Анизакијаза представља обољење које настаје инфестацијом ваљкастог црва из рода Anisakis, при конзумирању сирове морске рибе. Најчешће се јавља у Холандији, Јапану, Централној Америци и Скандинавији.
Болест је први пут забележена 1955. године у Холандији и првобитно је названа болест харингиног црва (енгл. herring worm disease), јер је паразит пронађен у харинги. Касније је откривен и код великог броја других морских риба (као што су скуша, ослић, гира, арбун, шкарпина, шњур, уготица), а такође и код слатководних риба попут лососа.

## Етиологија
Узрочник болести је ларве ваљкастог црва (нематода) Anisakis simplex, Contracaecum spp, Hysterothylacium (Thynnascaris) и Pseudoterranova decipiens.
Паразити риба се често везују за одређено географско подручје што је последица адаптације на правог и прелазног домаћина и специфичне услове животне средине. Примарни домаћини ваљкастих црва су делфини и фоке, који изметом избацују јајашца из којих се потом развијају ларве. Човек се инфестира конзумирањем сирове или недовољно термички обрађене морске рибе, и то најчешће харинги и лигњи.

## Клиничка слика
Инкубацуиони период (време од конзумирања рибе до појаве првих симптома) траје од неколико сати до неколико дана. Може се јавити повишена телесна температура, бол у трбуху, мучнина, повраћање, хематемезе (повраћање крвавог садржаја), кашаљ, лажна упала слепог црева и сл. Некада се јавља и алергијска реакција у виду уртикарије.

## Дијагноза и лечење
Дијагноза се поставља на основу анамнезе, клиничке слике, прегледа столице, крвне слике, серолошких тестова, ендоскопије итд. Терапија подразумева уклањање узрочника помоћу гастроскопије или оперативног захвата.

## Превенција
Заштита здравља људи од инфекције паразитима из меса риба и других водених организама заснива се на контроли присуства паразита и њихових развојних облика у месу риба, и инактивацији истих. У ту сврху користе се различити поступци (адспекција, просветљавање, дигестија, микроскопске технике, молекуларне технике, имунолошки поступци и др).
Нематоде се уништавају на високим температурама, тако да термичка обрада намирница у великој мери смањује опасност од развоја анизакијазе.